# Graben, Dobrla vas
Graben (nemško Graben) je naselje v Občini Dobrla vas v Okraju Velikovec na Koroškem v Avstriji.